# Bali, Dangchang
Bali är en köping i nordvästra Kina. Den ligger i Dangchang härad i staden Longnan i provinsen Gansu, omkring 200 kilometer söder om provinshuvudstaden Lanzhou. Antalet invånare är 7 101. Befolkningen består av 3 482 kvinnor och 3 619 män. Barn under 15 år utgör 26,0 %, vuxna 15-64 år 65 %, och äldre över 65 år 7,0 %.